# Maguireanthus ayangannae
Maguireanthus es un género monotípico  de plantas fanerógamas pertenecientes a la familia Melastomataceae. Su única especie, Maguireanthus ayangannae, es originaria de Guyana.

## Taxonomía
Maguireanthus ayangannae fue descrita por Wurdack  y publicado en Memoirs of The New York Botanical Garden 10(5): 155, pl. 66, f. d–i. 1964. La especie fue aceptada y publicado al mismo tiempo que el género.